# Asnoldo Devonish
Asnoldo Vicente Devonish Romero (né le 15 juin 1932 – mort le 1er janvier 1997 à Caracas) est un athlète vénézuélien spécialiste du triple saut.

## Carrière
En 1952, Asnoldo Devonish se classe troisième de la finale du triple saut des Jeux olympiques d'Helsinki avec 15,52 m, derrière le Brésilien Adhemar da Silva et le Soviétique Leonid Shcherbakov, devenant le premier sportif du Venezuela à remporter une médaille olympique. Il est par ailleurs à ce jour le seul Vénézuélien médaillé olympique en athlétisme.
En 1955, lors des Jeux panaméricains de Mexico, Devonish établit la meilleure performance de sa carrière en réalisant 16,13 m en finale. Il se classe finalement deuxième du concours derrière Adhemar da Silva. Après un différend avec la Fédération vénézuélienne d'athlétisme, il est privé de toute compétition internationale durant plusieurs années. De retour sur les pistes en 1961, il s'impose lors des Championnats d'Amérique du Sud, et parvient à conserver son titre deux ans plus tard. Il met un terme à sa carrière sportive à l'issue de la saison 1963.

## Palmarès
| Année | Compétition                    | Lieu     | Place |
| ----- | ------------------------------ | -------- | ----- |
| 1952  | Jeux olympiques                | Helsinki | 3e    |
| 1955  | Jeux panaméricains             | Mexico   | 2e    |
| 1961  | Championnats d'Amérique du Sud | Lima     | 1er   |
| 1963  | Championnats d'Amérique du Sud | Cali     | 1er   |